# فيزا (فلم هندي)
فيزا (Fiza) هو فيلم جريمة هندي من إنتاج عام 2000، وهو تأليف وإخراج خالد محمد. الفيلم من بطولة كاريشما كابور وهريثيك روشان وجايا باتشان. وجاء في المرتبة السابعة ضمن قائمة أعلى أفلام بوليوود تحقيق للأرباح في عام 2000، وحصلت القصة والموسيقى التصويرية على ثناء النقاد. كما بلغ إجمالي أرباح الفيلم في شباك التذاكر حول العالم 3.6 مليون دولار أمريكي.
في حفل توزيع جوائز فيلم فاير بنسخته الـ 46، حاز فيلم فيزا على ثمانية ترشيحات، بما في ذلك أفضل ممثل لروشان. فاز فيلم اثنين – أفضل ممثلة عن كابور وأفضل ممثلة مساعدة عن باتشان. واعتبر كثير من النقاد الدور أفضل أداء لكاريزما كابور إلى جانب زبيدة حيث لعبت أيضًا دور البطولة كبطلة مسلمة. يُعتبر أيضًا أحد أفضل الأفلام الموجهة نحو النساء في بوليوود، حيث تمت الإشادة به لوجود دور بطولة أنثوي يتسم بالقوة والإرادة والعزم، في العادة يتم إقصاء النساء في أفلام بوليوود ويجعلن في الأدوار الهامشية.

## القصة
يدور الفيلم حول فتاة تدعى فيزا (كاريزما كابور) اختفت شقيقها أمان (هريثيك روشان) خلال أعمال شغب بومباي عام 1993. تتمسك فيزا ووالدتها نشاتبي (جايا باتشان) بالأمل بأن يعود يومًا ما. ومع ذلك، بعد مرور ست سنوات على اختفائه قررت فيزا أن تبحث عن شقيقها. واستخدمت كل وسيلة ممكنة القانون والإعلام والسياسة الأمر الذي جعلها على اتصال بشخصيات وتتعرض لمواقف مختلفة.
وبعد أن تجده تتفاجئ بانضمامه إلى جماعة إرهابية. فتجربه على العودة إلى المنزل، ولكن ولاءه وأفكاره يدفعانه للعودة إلى الشبكة الإرهابية، التي يقودها مراد خان (مانوج باجباي). مواجهة مع رجلين يضايقان فيزة تؤدي إلى كشف أمان لتورطه مع الشبكة الإرهابية أمام شقيقته وأمه والشرطة. في نهاية المطاف، يؤدي الحزن وخيبة الأمل بوالدته إلى الانتحار.
تحاول فيزة مرة أخرى أن تعيد شقيقها، بمساعدة (Aniruddh) الذي يلعب دوره براكام سالوجا. تم إرسال أمان في مهمة لقتل اثنين من السياسيين الأقوياء؛ وعند انجاحه عملية الاغتيال، تحاول الجماعة الإرهابية قتله. فيعمد إلى الهرب وتتبعه فيزا. يواجهون بعضهم البعض وتحاصره الشرطة، فيطلب من فيزا قتله ليمنحه ذلك نهاية مشرفة، فتقتل فيزا شقيقها.

## جوائز

### جوائز فيلم فير
الفوز
- أفضل ممثلة - كاريزما كابور
- أفضل ممثلة مساعدة - جايا باتشان

ترشيحات
- أفضل ممثل - هريثيك روشان
- أفضل تصوير سينمائي - سانتوش سيفان
- أفضل مخرج موسيقي - آنو مالك
- أفضل شاعر غنائي - غولزار عن «آجا ماهية»

### جوائز IIFA
- أفضل ممثلة - كاريزما كابور
- أفضل ممثلة مساعدة - جايا باتشان

### جوائز BFJA
- أفضل مخرج - خالد محمد
- أفضل ممثل - هريثيك روشان
- أفضل ممثلة - كاريزما كابور
- أفضل ممثلة مساعدة - جايا باتشان

### جوائز سانسوي
- أفضل ممثلة لجنة التحكيم - كاريزما كابور

## طاقم العمل
- هريثيك روشان. . . أمان اكرام الله
- كريشما كابور. . . فيزا إكرام الله
- جايا باتشان. . . نشاتبي اكرام الله
- نها باجباي. . . شهناز
- آشا ساشديف. . . ألفت
- بيكرام سالوجا. . . Anirudh
- إيشا كوبيكار. . . جيتانجالى
- جوني ليفر. . .
- مانوج باجباي. . . مراد خان
- Sushmita Sen كرقم عنصر «محبوب مير»
- سافيتا برابون. . . شرطية
- محرر - السيد Sreekar براساد
- مساعد رئيس التحرير - Sejal الرسام

## الموسيقى
تضم الموسيقى التصويرية للفيلم على 8 أغنيات، 6 منها ألحان أنو مالك، و «بيا حاجي علي» ألحان عبد الرحمن و «مير وطن» (وهي ليست أغنية بالمعنى الدقيق للكلمة) من تأليف رانجيت باروت. كان الألبوم واحدًا من أكثر المقاطع الصوتية شهرةً خلال العام. ويضم أغاني شعبية مثل "Aaja Mahiya" و "Aankh Milaoongi" و "Tu Fiza Hai" و "Mehboob Mere". «محبوب مير» كان يؤديها سوشميتا سين بوصفه رقم البند. تلقى Anu Malik جائزة National India و Filmfare Award عن أعماله في هذا الألبوم، لكنه لم يفز. وفقًا لموقع Box Office India ، الذي تم بيع حوالي 25,000,000 وحدة منه، كان ألبوم الموسيقى التصويرية لهذا الفيلم من أكثر الأفلام مبيعًا في العام.
| # | أغنية                | المغني (الصورة)                                         | ملحن         | شاعر غنائي |
| - | -------------------- | ------------------------------------------------------- | ------------ | ---------- |
| 1 | "آجا ماهية"          | أوديت نارايان، ألكا يانيك                               | انو مالك     | غولزار     |
| 2 | "محبوب مير"          | سونيدهي تشوهان، كارسان سارجاثيا                         | انو مالك     | تيجبال كور |
| 3 | "تو فيزا هاي"        | ألكا يانيك، سونو نيغام، براشانت سمادر                   | انو مالك     | غولزار     |
| 4 | "جايا جايا ديل"      | سونو نيجام                                              | انو مالك     | سمير       |
| 5 | "بيا حاجي علي"       | عبد الرحمن، كادر غلام مصطفي، مرتضى غلام مصطفي، سرينيفاس | عبد الرحمن   | شوكت علي   |
| 6 | "نا ليك جاو"         | يشبندر نارولا                                           | انو مالك     | غولزار     |
| 7 | "مجرد وطن: غضب أمان" | زوبين جارج                                              | رانجيت باروت | سمير       |
| 8 | "عنخ ميلاونجي"       | آشا بهوسل                                               | انو مالك     | سمير       |